# 69 Sexy Things 2 Do Before You Die
69 Sexy Things 2 Do Before You Die (reso graficamente come 69 Sexy Things 2 Do B4U Die) è stato un programma televisivo statunitense andato in onda tra il 2008 e il 2009 sul canale Playboy TV.

## Episodi
| N° | Titolo originale                                                             | Prima TV originale |
| -- | ---------------------------------------------------------------------------- | ------------------ |
| 1  | "Have A Menage-A-Trois / Scuba Dive Naked"                                   | 2008               |
| 2  | "Kink In The Caribbean / The Ultimate Bubble Bath"                           | 2008               |
| 3  | "Spend Halloween Weekend in San Francisco / Visit Sensual Sedona"            | 2008               |
| 4  | "Naked Houseboating / Dine on Naked Sushi"                                   | 2008               |
| 5  | "Discover Sacred Sex / Host a Sex Toy Party"                                 | 2008               |
| 6  | "A Trip to Fantasy Fest / Learn How to Please a Naked Woman"                 | 2008               |
| 7  | "Naked Launch Your Own Erotic Website / Make Love Under The Northern Lights" | 2008               |
| 8  | "Voyage To Viking Resort / Have A Lesbian Encounter"                         | 2008               |
| 9  | "Discover AVN Weekend In Las Vegas / Erotic Body Imprints"                   | 2008               |
| 10 | "Host Indulge Your Inner Desire / 101 Nights of Grrreat Sex"                 | 2008               |
| 11 | "The Complete Idiot's Guide to Sensual Massage / The Naughty Side Of Paris"  | 2008               |
| 12 | "Sex Lessons from Porn Star / Living It Up Mardi Gras"                       | 2008               |
| 13 | "Glamour Photography Lesson with Arny Freytag / Frolicking at Fun4Two"       | 2008               |
| 14 | "A Trip To Tantalizing Tulum / Throw The Ultimate Bachelor Party"            | 2008               |
| 15 | "Partying In Prague / Wicked Weekend in Hotlanta"                            | 2008               |
| 16 | "Visit Haunted New Orleans / VIP Weekend In Montreal"                        | 2008               |
| 17 | "The Naked Desert / Carma-Sutra"                                             | 2009               |
| 18 | "Bustin' Out at Nudes a Poppin' / Host a Skinny Dipping Party"               | 2009               |
| 19 | "Honeymooning in Costa Rica (without getting Married) / Host a Roman Orgy"   | 2009               |
| 20 | "Misbehaving in Melbourne / Pump Up with Sexercise"                          | 2009               |
| 21 | "Live It Up at Swingfest / Learn the Ropes from the Two Knotty Boys"         | 2009               |
| 22 | "Take a Spin on a Sex Machine / Get Wet and Wild in Vegas"                   | 2009               |
| 23 | "Get Naked at Party Cove / Spike It at a Naked Volleyball Tournament"        | 2009               |